# Scotopteryx libanaria
Scotopteryx libanaria là một loài bướm đêm trong họ Geometridae.